# 第13通信隊
第13通信隊（だいじゅうさんつうしんたい、JGSDF 13th Signal Unit）は広島県安芸郡海田町に所在の海田市駐屯地に駐屯する第13旅団隷下のシステム通信科部隊である。

## 概要
第13通信隊長は2等陸佐で第13旅団唯一の通信専門部隊として、野外通信システム、衛星通信器材、民間通信網を駆使して中国５県の防衛警備に 任ずる部隊のシステム・通信を確保する。
また映像写真業務を行い、行動記録の収集、旅団広報の映像写真編集を行う等、幅広い任務に対応しているとともに、多くの女性隊員も活躍する。

## 沿革
第13通信大隊
- 1962年（昭和37年）1月18日：第13通信大隊が伊丹駐屯地で編成。じ後、海田市駐屯地に移駐。
- 1981年（昭和56年）3月：第２混成団新編に伴い、中国四国９県担当から中国５県担当へ。

第13通信中隊
- 2003年（平成11年）3月：第13通信中隊へ改編。

第13通信隊
- 2014年（平成26年）3月26日：第13旅団改編に伴い、第13通信中隊を第13通信隊に改編。

## 部隊編成
- 第13通信隊本部
- 指揮所通信小隊
- 通信支援小隊

車両表示は「13通」

## 主要装備
- 衛星単一通信可搬局装置 JMRC-C4
- 衛星単一通信携帯局装置 JPRC-C1
- 1/2tトラック / 73式小型トラック
- 1 1/2tトラック / 73式中型トラック
- 3 1/2tトラック / 73式大型トラック
- 89式5.56mm小銃
- 野外通信システム